# Esquadrão 201 (México)
O Esquadrão 201 (apelidados de "Águias Astecas") foi uma unidade de combate aéreo mexicana que participou da Segunda Guerra Mundial. O esquadrão fazia parte do 58° Grupo de Operações (58th Operations Group) da Força Aérea  Americana e foi a única unidade militar mexicana que lutou fora do México. A partir de 17 de maio de 1945 atuou contra o Japão na liberação de Luzón, Filipinas, bombardeando e metralhando alvos posições, veículos de comboio e plataformas de armas nas Filipinas e Ilha Formosa, China.